# ورزشگاه تی‌کیوال
ورزشگاه تی‌کیوال یک ورزشگاه مخصوص فوتبال در سینسیناتی، اوهایو، ایالات متحده آمریکا است. این ورزشگاه خانه سینسیناتی، یک تیم لیگ برتر فوتبال (ام‌ال‌اس) است که از زمان افتتاح ورزشگاه در ۱۶ مه ۲۰۲۱ در آنجا بازی کرده است. این ورزشگاه تقریباً ۲۶۰۰۰ صندلی دارد و در محله وست اند، در محل سابق واقع شده است. ورزشگاه یک سطح علف برمودا به نام تاهوما ۳۱ دارد. در طول ساخت، آن را به عنوان ورزشگاه وست اند نیز می‌شناختند.